# Dimorphodon
 Dimorphodon  war eine Gattung mittelgroßer Flugsaurier aus dem Unterjura von Europa. Dimorphodon bedeutet „zwei Arten von Zähnen“ (griechisch di – zwei, morphe – „Form“, odon – „Zahn“). Auf jeweils vier bis fünf größere Zähne im Vorderteil von Ober- und Unterkiefer folgen viele kleine Zähne. Bei den klassischen Reptilien sind unterschiedliche Zahntypen eine Ausnahme, die Regel ist eine homodonte Bezahnung.
Die versteinerten Fossilien von Dimorphodon macronyx, der Typusart, wurden in England von Mary Anning (1799–1847) bei Lyme Regis in Dorset gefunden und ursprünglich der Gattung Pterodactylus zugeordnet. Diese Region gehört heute als Jurassic Coast zum UNESCO-Welterbe. Die meisten Fossilien von Dimorphodon liegen heute im Natural History Museum in London.

## Merkmale

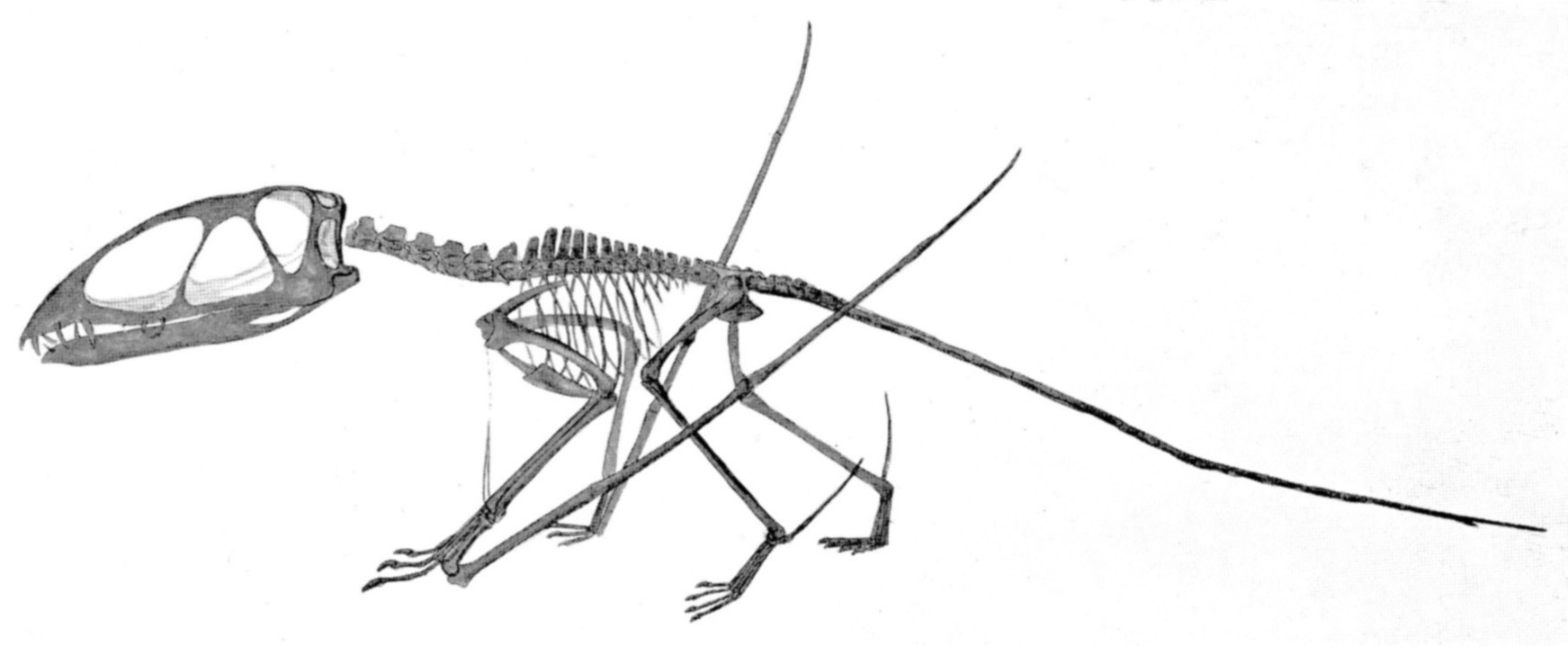
Skelettrekonstruktion aus „Dragons of the Air“ (1901) von Harry Govier Seeley

Dimorphodon war ungefähr 1 Meter lang, und hatte eine Flügelspannweite von 1,2 Meter. Wie alle frühen Flugsaurier hatte er einen langen Schwanz. Sein Kopf war mit einer Länge von 20 Zentimeter relativ groß, hoch und ähnelt dem eines Papageitauchers. Zähne und Kiefer deuten darauf hin, dass er, wie die meisten Flugsaurier, ein Fischfresser war, der aber auch Insekten, Echsen, Würmer und andere Kleinlebewesen gefressen haben könnte. Dimorphodon lebte ungefähr vor 200 bis 175 Millionen Jahren.

## Arten
- Dimorphodon macronyx
- Dimorphodon weintraubi[1]